# Ariquemesia
Ariquemesia is een geslacht van wantsen uit de familie van de Miridae (Blindwantsen). Het geslacht werd voor het eerst wetenschappelijk beschreven door Carvalho & Costa in 1994.

## Soorten
Het genus bevat de volgende soorten:

- Ariquemesia amazonica Carvalho & Costa, 1994
- Ariquemesia minima Carvalho & Costa, 1994
- Ariquemesia rondoniensis Carvalho & Costa, 1994
- Ariquemesia unicolor Carvalho & Costa, 1993